# Цитохром f
Цитохром f — самая большая субъединица цитохром-b6/f комплекса (пластохинон—пластоцианин редуктаза) шифр КФ 1.10.99.1. По своей структуре и функциям цитохром-b6/f комплекс аналогичен цитохром-b/c1 комплексу митохондрий и пурпурных бактерий. Цитохром f играет роль аналогичную цитохрому c1, несмотря на их различия по вторичной структуре.
Впервые третичная структура цитохрома f, была определена после его выделения из Brassica rapa. Люмильная часть цитохрома f состоит из двух структурных доменов: малого и большого. Малый располагается поверх большого, который в свою очередь крепится к мембранному якорю, состоящему из длинной α-спирали. Большой домен состоит из антипараллельного бета-сэндвича и короткого гем-связывающего пептида, который формирует трёхслойную структуру. Малый домен располагается между бета-цепями F и G большого домена и полностью состоит из бета-структур. Большой гем-связывающий домен по своей третичной структуре сходен с доменом III животного белка фибронектина. Гем закреплён между двумя короткими альфа спиралями на N-конце цитохрома f. Необычным является то, что N-конец цитохрома служит лигандом для гемового железа. В пределах второй альфа-цепи находится структурный мотив, характерный для цитохромов с, CxxCH (остатки 21-25), который ковалентно связан с гемом тиоэфирной связью через Cys-21 и Cys-24. Помимо четырёх атом азота из пиррольных колец гема, железо стабилизируется His-25 и свободной альфа-амино группой Tyr-1 из первой алфа-цепи. Внутри цитохрома f есть значительное количество молекул воды, которые могут функционировать как проводящая система для протона. Цепочка молекул воды, по-видимому, являться консервативных свойством всех цитохромов f.

## Галерея

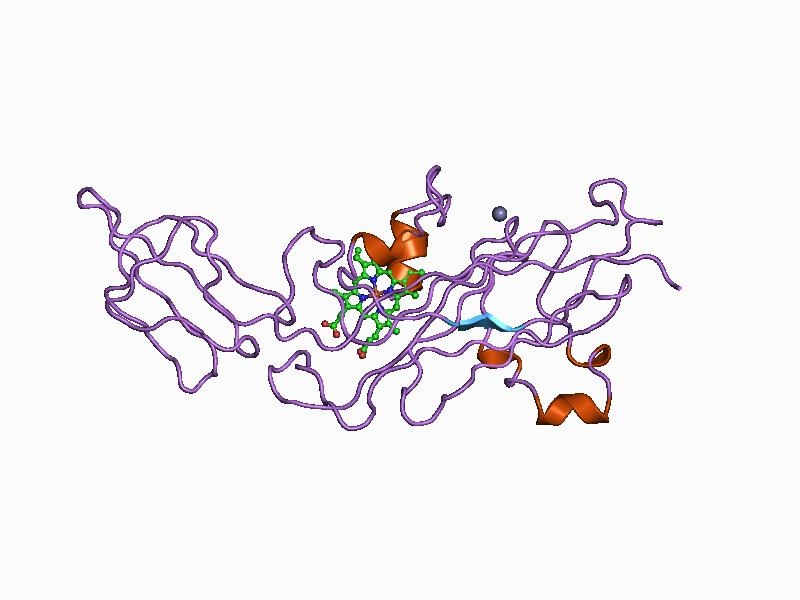
цитохром f из b6/f комплекса Phormidium laminosum

## Дальнейшее чтение
- Bendall, D.S. The unfinished story of cytochrome f (англ.) // Drugs[англ.]. — Adis International, 2004. — Vol. 80, no. 1—3. — P. 265—276. — doi:10.1023/B:PRES.0000030454.23940.f9. — PMID 16328825.
- Cramer, W.A., Martinez, S.E., Huang, D., Tae, G.S., Everly, R.M., Heymann, J.B., Cheng, R.H., Baker, T.S. and Smith, J.L. Structural aspects of the cytochrome b6f complex; structure of the lumen-side domain of cytochrome f (англ.) // J. Bioenerg. Biomembr. : journal. — 1994. — Vol. 26, no. 1. — P. 31—47. — doi:10.1007/BF00763218. — PMID 8027021.